# Protestliederen over de Vietnamoorlog

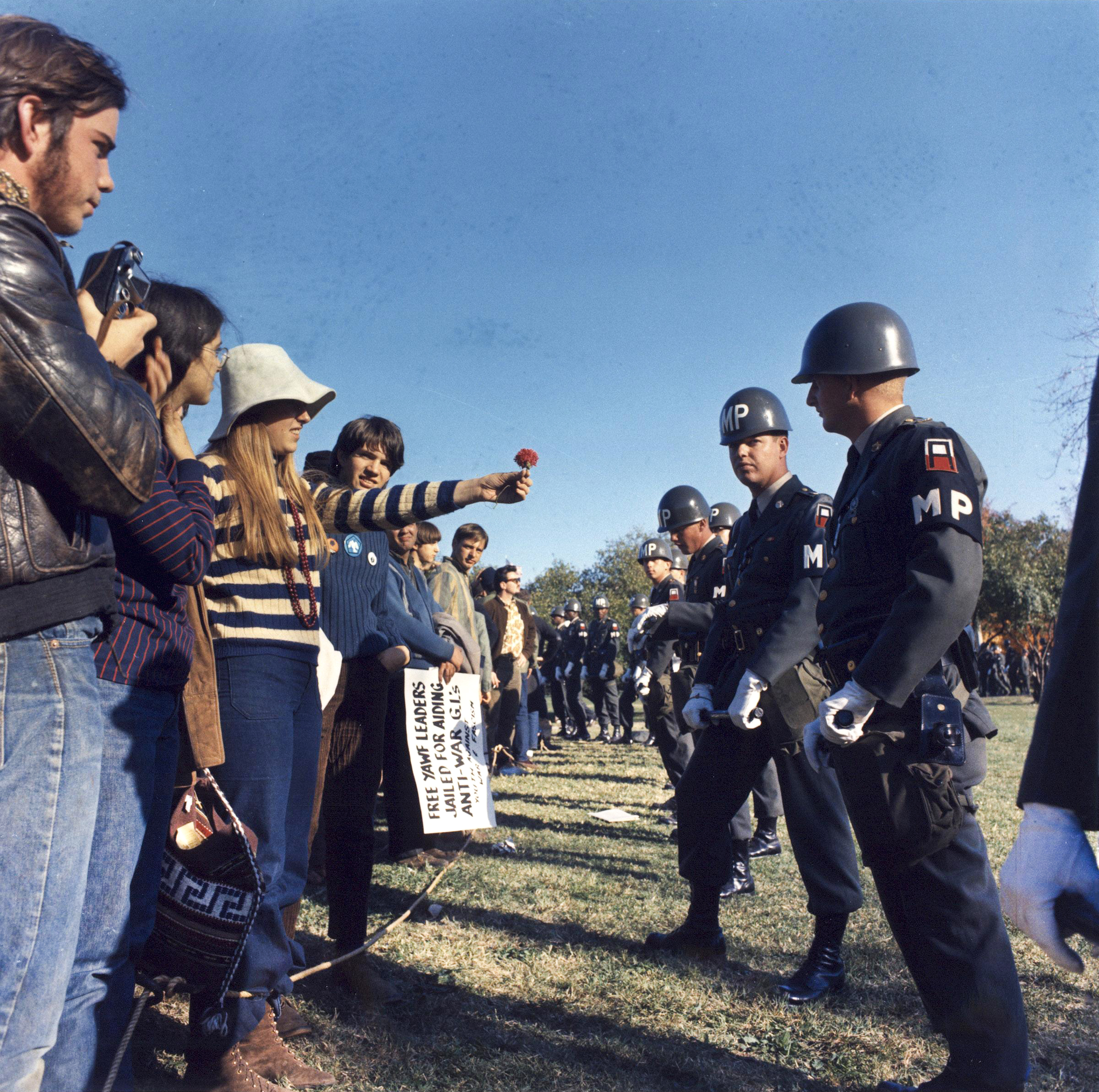
Protest tegen de Vietnamoorlog.

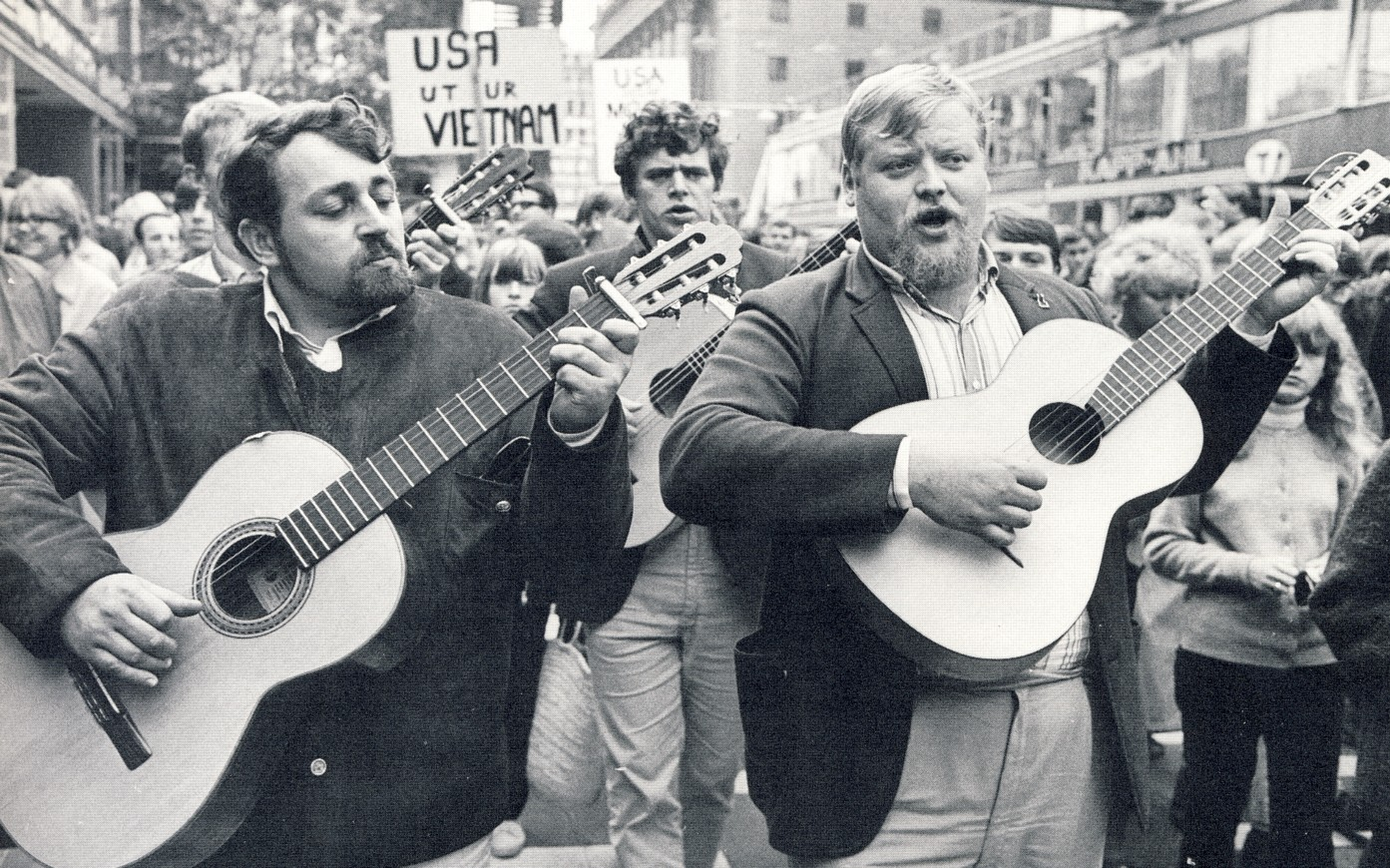
Cornelis Vreeswijk en Fred Åkerström bij een demonstratie in 1965.

De Vietnamoorlog vormde in de jaren zestig en zeventig voor muzikanten een bron van inspiratie. Deze oorlog leidde, net als de Amerikaanse burgerrechtenbeweging, tot protestliederen.

## Ontwikkeling
Het Amerikaans militair optreden in Vietnam in het begin van de jaren zestig leidde tot massale protesten in onder meer de Verenigde Staten. Aanvankelijk gingen protestliederen, die men bij demonstraties zong, niet specifiek over deze oorlog. Het waren meestal oude folkliedjes, zoals "We Shall Overcome", die ook voor andere protesten gebruikt werden. Bob Dylan, Phil Ochs en andere folkzangers schreven de eerste liedjes naar aanleiding van de Vietnamoorlog. Sinds de tweede helft van de jaren zestig kwamen ook in de genres rock en folkrock protestliedjes.
Een van de meest cynische liedjes over de Vietnamoorlog is "I-Feel-Like-I'm-Fixin'-to-Die Rag" van Country Joe and the Fish met strofen als:
‘You can be the first one on your block
To have your boy come home in a box.’
Reggaezanger Jimmy Cliff brak in 1970 door met het nummer "Vietnam". De tragische tekst gaat over iemand die een brief ontvangt van een vriend die soldaat is, waarin hij meldt spoedig huiswaarts te zullen keren; kort daarop volgt dan echter het telegram aan zijn moeder waarin wordt meegedeeld dat hij is gesneuveld. Bob Dylan noemde dit ooit het beste anti-oorlogsnummer dat hij kende.
Ook buiten de VS werd geprotesteerd, bijvoorbeeld door Boudewijn de Groot met "Welterusten mijnheer de president" en Gerard Cox met "Door jou".
Sommige liedjes die de geschiedenis zijn ingegaan als protestliedjes tegen de Vietnamoorlog, waren helemaal niet als zodanig bedoeld. Een voorbeeld is "We Gotta Get out of This Place" van The Animals, waarin Eric Burdon zingt dat hij wil ontsnappen aan de grauwe armoede waarin hij met zijn familie leeft. De titel sprak echter tot de verbeelding van de soldaten in Vietnam. Hier wegkomen, dat was precies wat ze wilden. Het lied werd immens populair. Veel soldaten hadden het nummer op hun bandrecorder staan en het was vaak te beluisteren in de jukeboxen van Saigon.
In andere liedjes werd juist steun betuigd aan de Vietnamoorlog. Een voorbeeld is "Ballad of the Green Berets" van Barry Sadler (1940-1989), zelf een onderofficier in het Amerikaanse leger en gewond geraakt in Vietnam. De plaat haalde de eerste plaats in de Billboard Hot 100. Pat Boone zette in het sarcastische liedje "Wish You Were Here, Buddy" de soldaten die in Vietnam het vuile werk opknapten tegenover de hippies die in het veilige Amerika daartegen protesteerden. Ook was er de song ""Battle Hymn of Lt. Calley", waarin verwezen werd naar een officier met dezelfde naam als William Calley die in 1971 werd veroordeeld wegens misdrijven gepleegd bij het beruchte Bloedbad van Mỹ Lai in 1968.
Tevens waren er liedjes waarin de Vietnamoorlog alleen maar genoemd werd of waarin impliciet ernaar leek te worden verwezen zonder dat daaraan een waardeoordeel werd verbonden. Een voorbeeld is "Long Live Our Love" van The Shangri-Las, waarin solozangeres Mary Weiss haar geliefde, die ‘overzee’ aan het vechten is, verzekert dat ze hem trouw blijft.
Ook waren er liedjes die zonder verwijzing naar de oorlog toch aldus werden opgevat, zoals "I'm Going Home" van Ten Years After, waarvan bandlid Alvin Lee optrad met een gitaar met daarop het vredesteken.
Er zijn betrekkelijk weinig hits over de Vietnamoorlog: van alle liedjes met een hitnotering in de Billboard Hot 100 in de periode 1965-1974 ging minder dan anderhalf procent over dit onderwerp.

## Lijst van liedjes
In deze lijst staan zowel protestliederen tijdens de Vietnamoorlog, waarvan de teksten een verlangen naar vrede uitten en militairen en politici hekelden, als liedjes waarin deze oorlog of de Amerikaanse soldaten werden verdedigd.
- "The 'A' Team" (1966) - Barry Sadler[6]
- "Alice's Restaurant" (1967) - Arlo Guthrie[6]
- "Bad Moon Rising" (1969) - Creedence Clearwater Revival[6]
- "Ballad of a Crystal Man" (1965) - Donovan
- "Ballad of the Green Berets" - Barry Sadler[7]
- "Ball of Confusion" (1970) - The Temptations[6]
- "Battle Hymn of Lt. Calley" (1971) - Terry Nelson and C Company[6]
- "Blowin' in the Wind" (1962) - Bob Dylan
- "Born in the U.S.A." (1984) - Bruce Springsteen[8]
- "Bring the Boys Home" (1971) - Freda Payne[6]
- "Broken Barricades" (1971) - Procol Harum[6]
- "Bummer" (1975) - Harry Chapin[6]
- "Cambodia" (1984) - Kim Wilde
- "Camouflage" (1986) - Stan Ridgeway[6]
- "Chicago" (1971) - Graham Nash[6]
- "Child in Time" (1970) - Deep Purple[6]
- "Coming Home Soldier" (1966) - Bobby Vinton[6]
- "The Cruel War" (1966) - Peter, Paul and Mary[6]
- "The Dawn of Correction" (1965) - The Spokesmen[6]
- "Draft Dodger Rag" (1965) - Phil Ochs[6]
- "Draft Morning" (1968) - The Byrds[6]
- "Draft Resister" (1970) - Steppenwolf[6]
- "The End" (1967) - The Doors[6]
- "Eve of Destruction" (1965) - Barry McGuire[6]
- "The Fightin' Side of Me" (1970) - Merle Haggard[6]
- "Fortunate Son" (1969) - Creedence Clearwater Revival[9]
- "Fox Hole" (1978) - Television[6]
- "Front Line" (1982) - Stevie Wonder[6]
- "Gallant Men" (1966) - Everett McKinley Dirksen[6]
- "Galveston Bay" (1996) - Bruce Springsteen[6]
- 'Give Peace a Chance" (1969) - John Lennon[6]

- "Goodnight Saigon" (1983) - Billy Joel[6]
- "A Hard Rain's A-Gonna Fall" (1963) - Bob Dylan[10]
- "He Wore a Green Beret" (1966) - Nancy Ames[10]
- "I Ain't Marching Anymore" (1965) - Phil Ochs[10]
- "I Don't Wanna Be a Soldier" (1971) - John Lennon[10]
- "I Want To Come Home For Christmas" (1972) Marvin Gaye
- "I-Feel-Like-I'm-Fixin'-to-Die Rag" (1967) - Country Joe and the Fish[10]
- "Kill for Peace" (1966) - The Fugs[10]
- "Long Live Our Love" (1966) - The Shangri-Las
- "Lyndon Johnson Told the Nation" (1965) - Tom Paxton[10]
- "Machine Gun" (1970) - Jimi Hendrix[10]
- "Masters of War" (1963) - Bob Dylan[11]
- "Military Madness" (1971) - Graham Nash[10]
- "My Uncle" (1972) - The Flying Burrito Brothers[10]
- "19" (1985) - Paul Hardcastle[10]
- "Non, non, rien n'a changé" (1971) - Les Poppys
- "Ohio" - Crosby, Stills, Nash & Young[12]
- "Okie from Muskogee" (1969) - Merle Haggard[13]
- "One Tin Soldier" (1971) - Coven[10]
- "Open Letter to My Teenage Son" (1967) - Victor Lundberg[10]
- "Paint It, Black" (1966) - The Rolling Stones[10]
- "Peace Train" (1971) - Cat Stevens[10]
- "Run Through the Jungle" (1970) - Creedence Clearwater Revival[10]
- "Saigon Bride" (1967) - Joan Baez[10]
- "Sam Stone" (1971) - John Prine[10]
- "Scarborough Fair/Canticle" (1966) - Simon and Garfunkel[10]
- "Shut Out the Light" (1985) - Bruce Springsteen[10]
- "Singing in Vietnam Talking Blues" (1971) - Johnny Cash[10]
- "Sky Pilot" (1968) - The Animals[10]
- "Soldier's Last Letter" (1971) - Merle Haggard
- "Soldiers Who Want to Be Heroes" (1971)  - Rod McKuen

- "Still in Saigon" (1982) - The Charlie Daniels Band[10]
- "Stop the War" (1970) - Edwin Starr[10]
- "Straight to Hell" (1982) - The Clash[10]
- "Talking Vietnam" (1964) - Phil Ochs[10]
- "Talking Vietnam Pot Luck Blues" (1968) - Tom Paxton[10]
- "Today I Killed a Man" (1969) - P.J. Proby
- "To Susan on the West Coast Waiting" (1969) - Donovan[10]
- "2 + 2" (1968) - Bob Seger[10]
- "Universal Soldier" (1965) - Buffy Sainte-Marie[10]
  - "Zo maar een soldaat" (1965) - vertalingen Cowboy Gerard en Don Mercedes
- "The Unknown Soldier" (1968) - The Doors[10]
- "Vietnam" (1970) - Jimmy Cliff[10]
- "Vietnam Blues" (1966) - J.B. Lenoir[10]
- "Vietnamerica" (1980) - The Stranglers[10]
- "Vietnamese Baby" (1973) - The New York Dolls[10]
- "Vietnow" (1996) - Rage Against the Machine[10]
- "Waist Deep in the Big Muddy" (1967) - Pete Seeger[14]
- "War" (1970) - Edwin Starr[14]
- "The War Drags On" (1965) - Donovan
- "The War Is Over" (1968) - Phil Ochs[14]
- "War Song" (1972) - Neil Young en Graham Nash[14]
- "We Gotta Get out of This Place" (1965) - The Animals[15]
- "Welterusten mijnheer de president" (1966) - Boudewijn de Groot
- "What's going on" (1971) - Marvin Gaye[14]
- "What We're Fighting For" (1965) - Dave Dudley[14]
- "Where Have All the Flowers Gone?" (1962) - The Kingston Trio[14]
- "White Boots Marching in a Yellow Land" (1968) - Phil Ochs[14]
- "William Butler Yeats Visits Lincoln Park and Escapes Unscathed" (1968) - Phil Ochs[14]
- "The Willing Conscript" (1965) - Tom Paxton[14]
- "Wish You Were Here, Buddy" (1966) - Pat Boone[14]